# АО-63
АО-63 — радянський експериментний двоствольний автомат калібру 5,45x39 мм, розроблений Симоновим та Ткачовим і виготовлений в ЦНДІ Точмаш для участі в конкурсі на перспективний автомат для ЗС СРСР.
Максимальна скорострільність автомата становить 6000 пострілів на хвилину, практична — 850 пострілів на хвилину. У конкурсних випробуваннях показав високу купчастість стрільби (за цим критерієм вимогам комісії задовольнили лише АО-63 та автомат Никонова), проте за сумою показників кращим був визнаний автомат Никонова 94, який і став переможцем конкурсу, йому було присвоєно ім'я — «Абакан».

## АО-63 в масовій культурі
Поширена помилкова думка, що зразок даної зброї використовувався у фільмі Червоний скорпіон (1989 р.), де насправді була перероблена південноафриканська гвинтівка R1 (модифікація FN FAL).